# Emma Bacher-Paulick
Emma Bacher-Paulick (* 17. November 1868 in Wien als Emma Paulick; † 25. Juni 1953) war eine österreichische Malerin und Fotografin.

## Leben und Wirken
Emma Paulick war das dritte von vier Kindern von Friedrich Paulick (1824–1904) und dessen Frau Therese. Ihr Vater war k.u.k. Hoftischlermeister, der 1867/77 die Paulick-Villa am Attersee errichtete.
Am 1. August 1894 heiratete Emma Paulick den Juwelier und Kunstliebhaber Paul Bacher (* 1867; † 5. Mai 1907). Dieser kaufte im Jahr 1904 die Wiener Galerie Miethke. Nach dem Tod ihres Mannes übernahm Emma Bacher die Galerie im Palais Eskeles in der Dorotheergasse 11 und setzte Carl Moll als Geschäftsführer ein. In dem Palais neben dem Dorotheum befindet sich seit dem 18. November 1993 das Jüdische Museum Wien.
Paul Bacher war ein Fecht- und Segelpartner von Gustav Klimt. Durch die Heirat von Emma Bachers Schwester Therese mit Hermann Flöge entstanden familiäre Beziehungen zu dessen Schwester Emilie Flöge, der Muse von Gustav Klimt.
Emma Bacher war Fotografin. Von ihr stammen zahlreiche Fotos, die Gustav Klimt bei seinen Besuchen am Attersee zeigen.
Für Bacher wurden 1909 zwei Exlibris erstellt, und zwar zuerst von Oskar Kokoschka und danach von Carl Otto Czeschka. In seinem Brief an Bacher vom 27. April 1909 schreibt Oskar Kokoschka „Gnädige Frau, ein Exlibris kostet bei mir genau 50 fl. Ich schicke gleich eines mit, weil ich nicht gerne Briefe schreibe.“
Seit 1907 verwitwet, heiratete Emma Bacher 1911 den elf Jahre jüngeren Jugendstilkünstler Richard Teschner. Sie ermöglichte ihm, dass er sich ganz der Kunst des javanischen Mythentheaters widmen konnte.
Emma Bacher (-Teschner) starb am 25. Juni 1953 im Alter von 84 Jahren. Sie wurde auf dem Wiener Zentralfriedhof beigesetzt (Grablage: Gruppe 72A Reihe G1 Nr. 32), wo zuvor ihre beiden Ehemänner Paul (1907) und Richard (1948) beerdigt worden waren. Zwölf Jahre später wurde dort auch Anna Kispert (1890–1965) bestattet, das ehemalige Stubenmädchen der Familie Teschner.